# Polemoniàcies
Polemoniaceae és una família de plantes amb flors de l'ordre de les ericals. Hom la divideix en dues subfamílies, Polemonioideae i Cobaeoideae, que comprenen entre 18 i 25 gèneres i una xifra d'espècies entre les 270 i les 400.

## Distribució
Són natives de l'Hemisferi Nord i també Sud-amèrica, amb una gran concentració a la part oest dels EUA, especialment a Califòrnia. Únicament un gènere es fa de manera natural a Europa, el Polemonium, i dos més (Flox i Polemonium) a l'Àsia; donat que ambdós gèneres es fan amb més profusió a Nord-amèrica, es pot suggerir una colonització relativament recent des d'Amèrica.

## Descripció
Hom pot distingir aquesta família d'altres eudicotiledònies pels ovaris, constituïts per tres carpels units. Els membres d'aquesta família tenen cinc sèpals, cinc pètals units i cinc estams que s'alternen amb els lòbuls de la corol·la.
Durant dècades, moltes fonts classificaren la família d'acord amb un quadre establert per Verne Grant el 1959. Noves evidències basades en la filogènia molecular, venes de la corol·la, pol·len i contingut en flavonoides, però, han portat a reclassificacions, com la del mateix Grant el 1998. La família es compondria de dues subfamílies: la Cobaeoideae, pròpia d'hàbitats tropicals o subtropicals i formada per sis gèneres en cinc tribus, i la Polemonioideae, amb 13 gèneres pròpies de zones temperades.

## Usos
Encara que poques espècies tenen importància econòmica, algunes es cultiven com a plantes ornamentals, com la Ipomopsis aggregata i moltes espècies de Flox i Polemonium. La Cantua buxifolia és la flor nacional de Bolívia i el Perú.

## Gèneres
- Acanthogilia
- Aliciella (*)
- Allophyllum
- Bonplandia
- Cantua
- Cobaea (*)
- Collomia
- Dayia (*)
- Eriastrum
- Gilia
- Gymnosteris
- Huthia
- Ipomopsis
- Langloisia
- Lathrocasis (*)
- Leptodactylon
- Leptosiphon (*)
- Linanthus
- Loeselia
- Loeseliastrum
- Microsteris (*)
- Navarretia
- Phlox
- Polemonium
- Saltugilia (*)

(*) discutits per alguns botànics